# Perote (Veracruz)

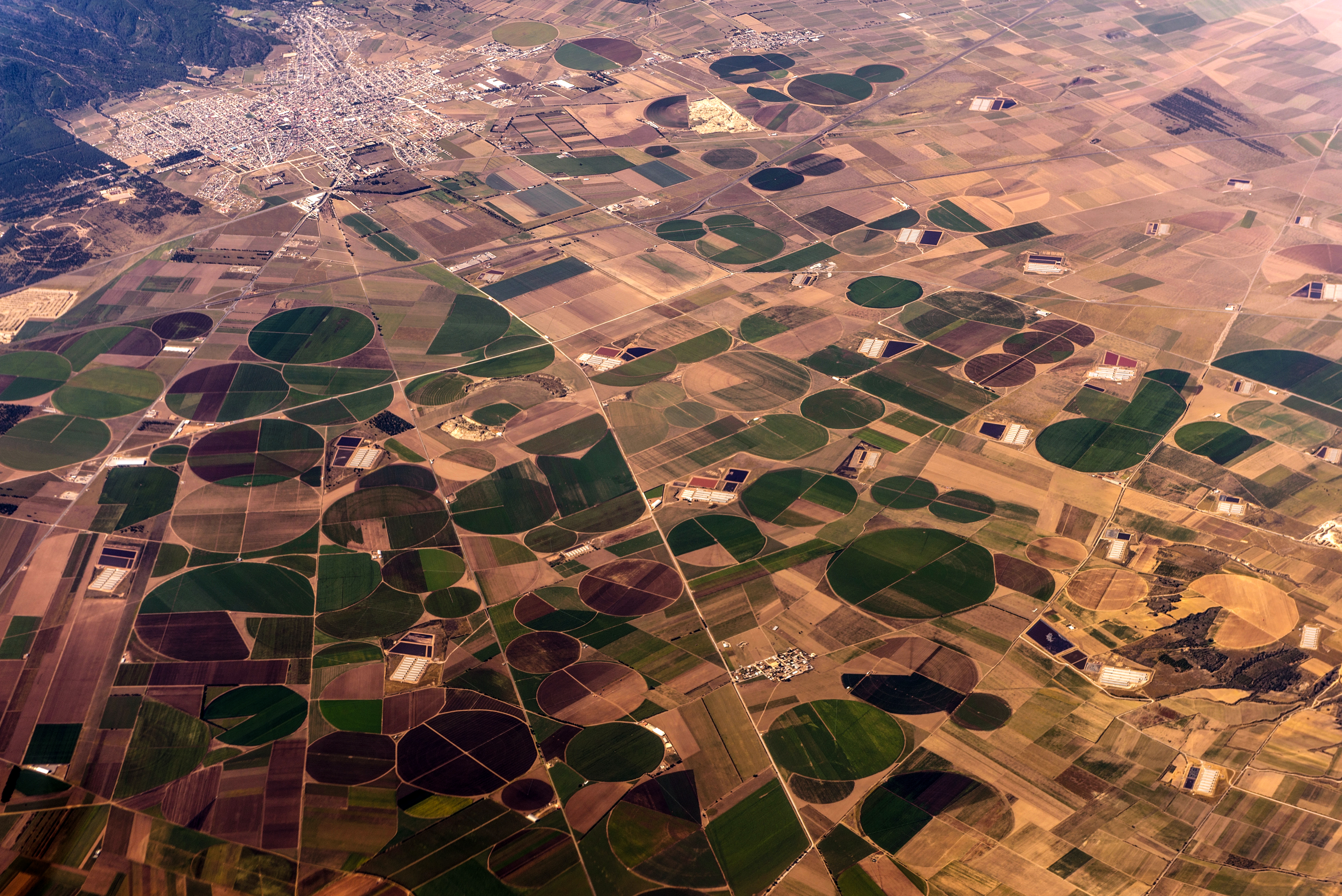
Perote

Perote es una ciudad mexicana, cabecera del municipio homónimo, ubicada en el estado de Veracruz.

## Toponimia
En la época prehispánica, la zona de la ciudad de Perote albergaba una aldea de nombre Pinahuizapan, voz náhuatl construida sobre pinahuiztli 'pinahuiztle' (grillo cara de niño) y -apan 'sobre el agua' o 'en el río': "en el río de los pinahuiztles". El nombre de Perote es voz castellana, aumentativo de Pero o Pedro. Este nombre se remonta a la Venta de Perote, un establecimiento fundado en 1527 por Pedro de Anzures, a quien los viajantes llamaban "Pedrote" o "Perote". Esta venta servía de mesón sobre el Camino Real que conectaba Veracruz con la Ciudad de México.

## Geografía física

### Ubicación
La ciudad de Perote está asentada en la zona centro - occidental del Estado, sobre la Altiplanicie Mexicana, en las faldas del Cofre de Perote, su cumbre se encuentra al sureste; constituyendo parte de la Sierra Madre Oriental, y cuya mayor altura radica en 4.282 metros sobre el nivel del mar.
Geográficamente se localiza en colindancia al sur con el Estado de Puebla; al norte con los municipios de: Jalacingo, Altotonga, el Municipio de Villa Aldama, Las Vigas de Ramírez y con el Cerro del Molinillo; al este con Acajete y Tlalnelhuayocan; al oeste nuevamente con el municipio de Tepeyahualco, Puebla; al sureste con el municipio de Xico y Coatepec además del municipio de Guadalupe Victoria estado de Puebla. Ubicado a 50 minutos de la ciudad capital Xalapa.

### Orografía
Su orografía está situada en la zona centro - occidental del Estado de Veracruz, dependiendo directamente del Cofre de Perote o Naucampantepetl, su topografía es accidentada - quebrada, correspondiendo a una zona de transición, entre dos ámbitos muy contrastados: el trópico húmedo y el altiplano, localizado precisamente en la parte sur de la Sierra Madre Oriental, siendo la única incursión del Estado en el altiplano.

### Suelos
El tipo de suelo que predomina es el regosol, altamente susceptible a la erosión, es también poroso, seco y semiárido. El color varía de gris oscuro y negro, gris muy oscuro, gris amarillento, oscuro y negro; la textura es franca, franco - arenoso, franco - arcilloso, arcillosa y arenosa”.

### Hidrografía
Su hidrografía es muy importante, puesto que en el Cofre de Perote se forman tres vertientes, la de los ríos Huitzilapan y Nautla, por medio de numerosos arroyos; otros arroyos de corto caudal, como son el Cocozatla, Tinimil, Aninilla, Obispo y el Venero de Pinaguztepec.
Existen también pequeñas lagunas, entre las que destacan: Tilapa, Tecajetes, Carnestolenda, Tonaco y Negra además de una que no es muy reconocida y que la mayoría de las personas por desconocimiento la adjudican al estado de Puebla pero que en un 75 % de su superficie corresponde al estado de Veracruz conocida como Laguna de Quechulac. La localidad carece de ríos permanentes y solo temporalmente, cuando existen grandes precipitaciones o depresiones, las hondonadas llegan a conducir agua a la Depresión del Balsas.

### Clima
Su clima, es frío - seco - regular, con temperatura media anual de 12 grados centígrados, con una precipitación anual de 493.6 milímetros”.
Las heladas son frecuentes, al igual que pequeñas lloviznas en el invierno, en primavera y verano el clima es benigno, cálido y en ocasiones existen calores extremos. Su régimen pluviométrico es parecido al semidesértico, presentando lluvias continuas entre julio y septiembre.
| Parámetros climáticos promedio de Perote                   | Parámetros climáticos promedio de Perote | Parámetros climáticos promedio de Perote | Parámetros climáticos promedio de Perote | Parámetros climáticos promedio de Perote | Parámetros climáticos promedio de Perote | Parámetros climáticos promedio de Perote | Parámetros climáticos promedio de Perote | Parámetros climáticos promedio de Perote | Parámetros climáticos promedio de Perote | Parámetros climáticos promedio de Perote | Parámetros climáticos promedio de Perote | Parámetros climáticos promedio de Perote | Parámetros climáticos promedio de Perote |
| Mes                                                        | Ene.                                     | Feb.                                     | Mar.                                     | Abr.                                     | May.                                     | Jun.                                     | Jul.                                     | Ago.                                     | Sep.                                     | Oct.                                     | Nov.                                     | Dic.                                     | Anual                                    |
| ---------------------------------------------------------- | ---------------------------------------- | ---------------------------------------- | ---------------------------------------- | ---------------------------------------- | ---------------------------------------- | ---------------------------------------- | ---------------------------------------- | ---------------------------------------- | ---------------------------------------- | ---------------------------------------- | ---------------------------------------- | ---------------------------------------- | ---------------------------------------- |
| Temp. máx. abs. (°C)                                       | 31                                       | 30                                       | 32.5                                     | 35.0                                     | 36                                       | 35.5                                     | 35                                       | 29                                       | 28                                       | 31                                       | 30                                       | 29.5                                     | 36                                       |
| Temp. máx. media (°C)                                      | 19.3                                     | 19.9                                     | 22.4                                     | 23.7                                     | 23.9                                     | 21.8                                     | 21.1                                     | 21                                       | 20                                       | 18.9                                     | 19.3                                     | 18.9                                     | 20.9                                     |
| Temp. mín. media (°C)                                      | 1.1                                      | 1.9                                      | 3.8                                      | 5.5                                      | 6.3                                      | 6.7                                      | 5.8                                      | 5.7                                      | 6.6                                      | 4.8                                      | 2.7                                      | 1.5                                      | 4.4                                      |
| Temp. mín. abs. (°C)                                       | -10                                      | -12                                      | -10                                      | -5                                       | -4                                       | -2.5                                     | -2                                       | -2                                       | -3.5                                     | -8.5                                     | -8.5                                     | -13                                      | -13                                      |
| Precipitación total (mm)                                   | 10.5                                     | 12.3                                     | 10.6                                     | 24.9                                     | 35.4                                     | 69.4                                     | 51.5                                     | 48                                       | 107                                      | 69.6                                     | 27.8                                     | 14.8                                     | 481.8                                    |
| Fuente: Servicio Meteorológico Nacional 1 de marzo de 2009 |                                          |                                          |                                          |                                          |                                          |                                          |                                          |                                          |                                          |                                          |                                          |                                          |                                          |

### Flora
Su vegetación predominante es de bosques de tipo aciculípolis y de craciro -sulifolio, compuesta por pinos, oyameles, encinos y sabinos”, hay exceso de tabaquillo, el llano está cubierto frecuentemente de pastos, magueyes, matorrales con izote, matorrales espinosos, mezquites, chilacayote, sensitivas y otras muy diversas. En relación con cultivos se siembra frijol, maíz, cebada, trigo, calabaza, camote, papa, alberjón y haba. Además en las últimas dos décadas se han iniciado en tierras con riego por aspersión la siembra de todo tipo de hortalizas como zanahoria, cebolla, ajo, coliflor, lechuga, etcétera.

### Fauna
Su fauna al igual que en todas las tierras frías y de elevadas alturas aguardan a notables especies silvestres como armadillo, ardillas, conejos, coyote, gato montés, liebre, mapache, tlacuache, águila, zorro, águila real, codorniz, gavilán, lechuza, paloma torcaza y el lobo.

## Historia
Se trata de una ciudad construida sobre el cruce la principal vía que conectaba al puerto de Veracruz con la ciudad capital y considerada lugar estratégico donde confluyen la Sierra Madre Oriental y la Altiplanicie Mexicana. A esta ruta anteriormente se le conocía como "Camino Real".
Se fundó el 20 de junio de 1520. Cuando “se dio licencia a Francisco Aguilar, vecino de la Villa Rica para instalar una venta en el sitio de Pinahuizapan, y el 10 de octubre del mismo año, se le autorizó para edificar una casa a manera de mesón”. Años después, en 1527, gracias al Señor y soldado español Pedro Anzures, al que sus compañeros le decían Pedrote por su gran estatura, este nombre se degeneró hasta convertirse en el actual Perote. Fue inaugurado y nombrado el mesón de San Miguel de Perote. Dando origen “al poblado que empezó a fundarse en torno al mesón y a la venta "Perote".

## Organización territorial
Tiene categoría política de ciudad y es la cabecera municipal del municipio de Perote. Se divide en 22 localidades, entre las que destacan las congregaciones de: La Gloria, San Antonio Limón, Totalco, Guadalupe Victoria, Justo Sierra, Los Molinos, Tenextepec, Sierra de Agua, Xaltepec y Zalayeta. Se conoce también por su nombre la localidad de La Chingada.

## Economía
La población económicamente activa (PEA), se define como la población de 12 años y más que se encuentra en alguna de las situaciones próximas: había trabajado, no trabajó pero tenía trabajo, o no trabajó pero buscó trabajo. En 1990, fue esta de 12 609 habitantes, el 28% de la población total, y se distribuyó principalmente en las siguientes ramas económicas: el 31% en la agricultura y ganadería, el 27% en la industria manufacturera, el 40% en los servicios comunales y el 2% en actividades inespecificadas.
La distribución de las tierras de labor, a tendiendo a la explotación y uso del suelo, en 1986 presentaba las siguientes características : el 40.3% era de tierras de temporal, el 39.5% era de pastos; el 13.9% era de bosques; y el 6.3% de otro tipo. Dentro de la circunscripción del municipio se localizó la existencia de 19 ejidos, con una superficie total de 37,761 hectáreas. Y que beneficiaban a 2,603 habitantes. El tamaño promedio de cada parcela ejidal era de 14.5 hectáreas”.

### Agricultura
La actividad agrícola que se realiza en el municipio gira en torno al cultivo de los siguientes productos: papa, maíz, trigo, haba, frijol, avena, cebada forrajera, chícharo, maíz forrajero, cebada en grano, lenteja y girasol, además, existen varias bodegas de almacenamiento de cereales, empresas que compran en gran escala los productos de la sierra, como: frijol, maíz, trigo, papa, arberjón, haba, entre otros, debido a que el clima es seco y se presta a su conservación.

### Ganadería
En lo referente a ganadería se crían y explotan las especies: bovino, ovino, caprino y porcino, siendo más destaca la producción de estos dos últimos.

### Industria
Dentro de la industria, hay fábricas de cajas de empaque, de envases plásticos, refrescos y panaderías, de mosaico, tabique de hormigón y cemento, artículos de ixtle y zacatón, elaboración de pulque y jamoncillo, tapetes de Ximonco que son un patrimonio cultural, curiosidades de hueso, canastas, granjas porcinas, una calera y casas dedicadas a la preparación de carnes frías y embutidos. Sin olvidar la industria maderera que tiene gran importancia, así como “diversos establecimientos industriales de los que destacan por su participación porcentual respecto al total, los siguientes: 23.8% molinos de nixtamal, 14.3% fabricación de partes y piezas sueltas, 9.5% molinos - tortillerías y el 7.1% fabricación de mosaicos, tubos y similares a base de cemento y fabricación de ladrillos, tejas y otros”.

## Transportes
En el camino de la carretera federal 140 que une la capital del país con el Puerto de Veracruz, por la travesía Puebla o Apizaco, con una distancia de 280 kilómetros por la vía de Puebla, y rumbo a Veracruz a 171 kilómetros.
La red viaria del municipio dispone de 91,7 kilómetros de carreteras, de las cuales 32,7 kilómetros corresponden a federales pavimentadas, 17,3 kilómetros a estatales rurales. Esta red de carreteras está integrada por los siguientes tramos: Teziutlán - Perote, Zacatepec - Xalapa, Guadalupe Victoria - Los Altos, Perote - Cofre de Perote, Zalayeta - Xaltepec, y Sierra de Agua - Los Pescados - El Conejo. (Secretaría de Gobierno y Gobierno del Estado de Veracruz - Llave. 1988 :335). Perote se encuentra a 50 minutos de la Ciudad de Xalapa, y a 20 minutos por autopista.
Disponía además de transporte ferroviario de pasajeros que desde 1890 hasta 1996 (actualmente solo de carga), recorre las rutas de: Perote - Tlaxcala - Puebla y Perote - Xalapa - Veracruz, o a la inversa. Asimismo, hay oficinas de teléfonos con una cobertura de 1.503 líneas telefónicas; correo, telégrafo, transporte público federal de pasajeros con dos líneas, una de primera y otra de segunda; transporte de carga, servicio especial de taxis, una radiodifusora de amplitud modulada y hasta hace unos años un pequeño campo de aviación en el vivero forestal.

## Servicios públicos
Los servicios públicos que proporciona el municipio son: limpieza y alumbrado público, energía eléctrica, seguridad, tránsito, agua potable y alcantarillado. Además de parques, jardines, centros culturales, recreativos y deportivos; así como central de abastos, mercados públicos, transporte, rastros, panteones, equipamiento y vialidad y muchos centros turísticos
El aprovechamiento de aguas, se da gracias a que desde 1949 fue determinado el sistema de abastecimiento para uso doméstico, comercial e industrial, donde se almacena el líquido de diversos manantiales, localizados en las estribaciones del Cofre de Perote y del Cerro de la Muñeca, desgraciadamente la deforestación cada vez ha llegado más cerca de los manantiales, provocando que el suministro de agua corriente sea cada vez menor.
El Abastecimiento de agua potable:  en la montaña del cofre de Perote, se encuentran cuatro manantiales; uno de ellos es el que abastece al 40% de la población de Perote, esta se distribuye por un sistema que se compone de:
- captaciones
- planta potabilizadora
- redes
- tubería
- tomas domiciliarias

En la población de Perote se maneja un sistema mixto, ya que el 40% de la población disfruta de agua superficial, proveniente de un manantial en las faldas del cofre de Perote y el 60% consume agua subterránea que proviene de un solo pozo que fue perforado por el H. Ayuntamiento.
Salubridad del agua: la sanidad del agua está a cargo del departamento de cloración de la ciudad de Xalapa, Ver., y del centro de salubridad de Perote, Ver., a través de brigadas que se llevan a cabo en diferentes zonas de esta ciudad, se realizan además dos análisis anuales para detectar la cantidad de cloro que contiene el agua; el cual debe ser de 0,3 partes por millón. Otro cuidado es la cloración, la cual se realiza las 24 horas, además de realizar una muestra de 60 tomas diarias, aunque por norma deberían ser 15 tomas por cada mil usuarios.
Sanidad del agua subterránea: para garantizar la calidad del agua subterránea, el pozo se encuentra perforado a 200 metros, tiene una capa de basalto y una segunda capa de tepezil. Se coloca un filtro elaborado de grava que permite filtrar a un nivel estático de 100 metros.
Las cajas deben estar cubiertas por telas mosquiteras, mantenerlas aseadas y libre de maleza, el lugar debe estar cercado y la revisión de cumplimiento de estas normas están a cargo de protección civil.
También se realizan muestras que se toman de agua subterránea que es realizada por un bacteriólogo mediante dos procesos que son el físico y químico, esto determina si es apto para el consumo humano.
En servicios educativos se atiende desde nivel básico hasta nivel medio superior, tanto en sistema abierto como escolarizado, contando con carreras técnicas de computación, contador público y secretariado.
En 1990, el municipio disponía de 25 escuelas de nivel preescolar que atendieron a 1767 párvulos por medio de 67 educadoras; con una relación promedio de 26 alumnos por maestro. En nivel primario existían 37 escuelas atendiendo a un total de 9.317 aprendices. En secundaria solo había 14 escuelas con cupo total para 2110 alumnos; y en bachillerato únicamente 5 escuelas con un total de 844 estudiantes. La biblioteca pública, ubicada en el Palacio Municipal al igual que la casa de cultura, son también una puerta abierta a la población. Reduciendo aún más el nivel de analfabetas que entre 1960 y 1980 era del 40,2%, al 22,5% de la población total.
Sanidad: A causa de la escasez de lluvias propiciadas por la tala inmoderada y los cambios atmosféricos, la sanidad que se observa en las calles deja mucho que desear, por lo que las instituciones médicas que aportan servicio de salud pública dan frecuentemente atención a enfermedades infecciosas causadas por virus o bacterias, parasitarias o alérgicas produciendo urticaria, ocasionando que en 1990 tanto en el hospital civil, en el centro de salud, en el instituto de seguridad y servicios sociales de los trabajadores del Estado (ISSSTE), se proporcionará atención médica, a un total de 28.455 pacientes.
Hoy en día, existen muchas instituciones oficiales de Salud como servicios de Salud del Estado que aglutinan a unidades de atención primaria a la salud “Centro de Salud”, un Hospital de segundo nivel “Hospital Civil”, y el Instituto Mexicano del Seguro Social (IMSS), que junto con diversas clínicas y consultorios particulares, se encargan de dar servicio médico a la población otorgando vacunas, medicinas, flúor, sugerencias, alternativas, como campañas de beneficio social, que prevengan toda clase de contagios, enfermedades respiratorias, digestivas, infecciosas, parasitarias, alérgicas y funcionales principalmente, que por las condiciones climatológicas son de fácil transmisión.
En la comunidad de La Gloria, se reportaron los primeros casos de influenza porcina en los últimos días del mes de marzo de 2009, siendo presuntamente el brote de esta epidemia en el país. La empresa Veratect empresa estadounidense dedicada a la biovigilancia, advirtió a la OMS (Organización Mundial de la Salud) desde el día 2 de abril.
En cuestión recreativa existen diversos lugares donde los habitantes pueden asistir de manera gratuita a divertirse, entre los espacios de esparcimiento se encuentran diversos campos deportivos, parques, la Plazuela del Centenario, el Centro Peroteño, que hasta hace poco era un salón de usos múltiples y el Auditorio Municipal, ubicado dentro del Palacio teniendo diferentes utilidades como salón de fiestas, de actos cívicos, cancha, entre otros. De capital privado existe el Club de Leones, salón Tannurin, El Hacendado, La Consentida, Play Club, Ántrax que prestan sus instalaciones para realizar discos, tardeadas, o actividades sociales. Hasta hace unos meses también los Cinemas Géminis servían como lugares de entretenimiento para la comunidad.

### Presidentes municipales
- (1955 - 1958): Alfonso Pensado Sayas
- (1958 - 1961): Enrique Villa Ortiz
- (1961 - 1964): José de Jesús Domínguez Martínez
- (1964 - 1967): César Rivadeneyra De G. PRI
- (1967 - 1970): Raúl Loranca Benítez PRI
- (1970 - 1973): Andrés Ortiz Arcos PRI
- (1973 - 1976): José G. Avilés Guevara PRI
- (1976 - 1979): Juan Manuel Velázquez Mora PRI
- (1979 - 1982): Manuel Ochoa García PRI
- (1982 - 1985): Fernando Ortega Herrera PRI
- (1985 - 1988): Sergio Márquez Palenque PRI
- (1988 - 1991): Jaime Roldán Roa PRI
- (1992 - 1994): Guillermo Oropeza Rivera PAN
- (1995 - 1997): Samuel del Campo Marín PAN
- (1998 - 2000): José Francisco Yunes Zorrilla PRI
- (2000): Antonio Martínez Salazar PRI
- (2001 - 2004): Raúl César Molina Ovando PRI
- (2005 - 2007): Gilberto Hipólito Castillo Arcos PAN
- (2008 - 2010): Guillermo Franco Vázquez PRI
- (2010 - 2014): Juan Manuel Velàzquez Yunes PRI
- (2014 - 2016): Paul Martínez Marié PRI
- (2018 - 2021): Juan Francisco Hervert Prado PRI

## Patrimonio
- Fortaleza de San Carlos de Perote edificación militar de primer orden construida en época española a finales del siglo XVIII para proteger el Camino Real Veracruz - México. Actualmente este edificio esta abierto a todo público como museo y se ocupa la parte de atrás con diversos fines.
- Parque nacional cofre de Perote

## Fiestas
- Mes de septiembre: Aniversario de la Independencia de México y "San Miguel Arcángel" que se conmemora el 29.
- El día 20 de noviembre se realiza un desfile conmemorativo al Aniversario de la Revolución Mexicana.
- El día 12 de diciembre Festividad de la Virgen de Guadalupe.
- El 3 de mayo gran parte de los habitantes se convoca en la Caja de Agua para festejar el día de la Santa Cruz, alejándose de la Ciudad de Perote.
- El 20 de junio, Aniversario de la Fundación de Perote
- El 1 de julio se festeja a nuestro Señor del Calvario.
- El 29 de septiembre de todos los años se celebra a San Miguel Arcángel, patrón de la iglesia mayor.

## Hermanamientos
La ciudad de Perote tiene relaciones de hermanamiento con las siguientes ciudades:
- Alora, España (2007)[14]